# Waterfoot
Waterfoot  is een dorp in de Schotse council East Renfrewshire in het historisch graafschap Renfrewshire. Waterfoot ligt ongeveer 2 kilometer ten zuiden van Eaglesham, 2 kilometer ten noorden van Busby, 3 kilometer ten westen van Newton Mearns en ongeveer 3 kilometer ten oosten van East Kilbride.
In 2020 had Waterfoot een populatie van ongeveer 1300.